# Lovisa Charlotta av Schleswig-Holstein-Sonderburg-Augustenburg
Lovisa Charlotta (tyska: Luise Charlotte), född den 13 april 1658, död 2 maj 1740, var en tysk prinsessa av den från det danska kungahuset utgrenade ätten Schleswig-Holstein-Sonderburg-Augustenburg samt från 1719 hertiginna av Schleswig-Holstein-Sonderburg-Beck.
Lovisa Charlotta var dotter till Ernst Günther av Schleswig-Holstein-Sonderburg-Augustenburg. Hon gifte sig den 1 januari 1685 med sin kusin Fredrik Ludvig av Schleswig-Holstein-Sonderburg-Beck, vilken 1719 efterträdde sin barnlöse brorson som hertig.
År 1701 biträdde Lovisa och hennes make den brandenburgske kurfursten Fredrik III vid den ceremoni då denne lät kröna sig till kung i Preussen.
Lovisa Charlotta och Fredrik Ludvig fick totalt 11 barn av vilka 8 uppnådde vuxen ålder. Av dessa kom inte mindre än tre av sönerna, Fredrik Vilhelm (1687-1749), Karl Ludvig (1690-1774) och Peter August (1696-1775), alla att, efter varandra, inneha titeln som hertig av Schleswig-Holstein-Sonderburg-Beck.